# Girolamo Prigione

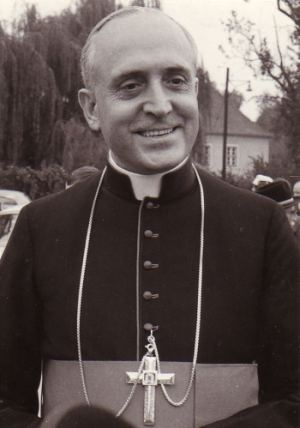
Girolamo Prigione

Girolamo Prigione (* 12. Oktober 1921 in Castellazzo Bormida, Piemont; † 27. Mai 2016 in Alessandria) war ein italienischer Erzbischof der römisch-katholischen Kirche und Diplomat des Heiligen Stuhls.

## Leben
Girolamo Prigione studierte Theologie und Philosophie. Am 18. Mai 1944 empfing er die Priesterweihe. Anschließend wurde er in kanonischem Recht (Dr. iur. can.) und Philosophie (Dr. phil.) an der Päpstlichen Lateranuniversität in Rom promoviert.
Er absolvierte anschließend die Päpstliche Diplomatenakademie in Rom und trat in den Diplomatischen Dienst des Heiligen Stuhls ein. Er war zunächst Nuntiatursekretär in Italien (1951–1957), Großbritannien (1957–1960) und in den USA (1960–1963). 1963 war er in der Nuntiatur in Österreich in Wien tätig und zugleich Vertreter der Kurie bei der Internationalen Atomenergiebehörde (IAEA) mit Sitz in Wien sowie Delegierter des Heiligen Stuhls in verschiedenen internationalen Gremien.
Am 27. August 1968 wurde er von Papst Paul VI. zum Titularerzbischof von Lauriacum und zum Apostolischen Nuntius in El Salvador und Guatemala ernannt. Die Bischofsweihe spendete ihm Amleto Giovanni Kardinal Cicognani, Präsident der Güterverwaltung des Apostolischen Stuhls, am 24. November 1968 in Castellazzo Bormida; Mitkonsekratoren waren der Kurienerzbischof und spätere Kardinal Giovanni Benelli sowie der Bischof von Alessandria, Giuseppe Almici. 1973 wurde er Apostolischer Delegat in Ghana und Nigeria, von 1975 bis 1976 erster Apostolischer Nuntius für Gambia sowie 1976 Apostolischer Pro-Nuntius in Nigeria. 1978 wurde Prigione zunächst Delegat in Mexiko, ab 1992 Nuntius. In Mexiko genoss er hohes Ansehen; er engagierte sich unter anderem für die Verfassungsreformen, insbesondere des Artikels 130 (Grundsatz der Religionsfreiheit).
Seinem altersbedingten Rücktrittsgesuch wurde am 2. April 1997 durch Papst Johannes Paul II. entsprochen.
Erzbischof Girolamo Prigione war Ehrenmitglied der katholischen Studentenverbindung KAV Danubia Wien-Korneuburg im ÖCV.